# Fiyi en los Juegos Olímpicos de Seúl 1988
Fiyi estuvo representado en los Juegos Olímpicos de Seúl 1988 por un total de 23 deportistas, 19 hombres y 4 mujeres, que compitieron en 5 deportes.
El portador de la bandera en la ceremonia de apertura fue el yudoca Viliame Takayawa. El equipo olímpico fiyiano no obtuvo ninguna medalla en estos Juegos.